# O Académico (jornal)
O Académico: semanário ilustrado foi um jornal publicado entre 1902 e 1903 em Lisboa. Com um total de 8 números editados, foi dirigido por Cândido Chaves.
Denominado à época "O Academico: semanario illustrado", o seu conteúdo era especialmente orientado para o meio estudantil, sendo particularmente importante nesta publicação periódica a referência à propaganda republicana no meio académico.
Conta com alguns colaboradores ex-académicos como José Valdez, Manuel Ribeiro, Jorge de Castilho, J. F. Sant’Ana e Victor Mendes, bem como outros colaboradores destacáveis como A. Cyrillo Soares, D. Thomaz d’ Almeida, Couto Nogueira, António dos Santos Fonseca, Almeida Lima ou Higino de Sousa.